# Andrea Roggon

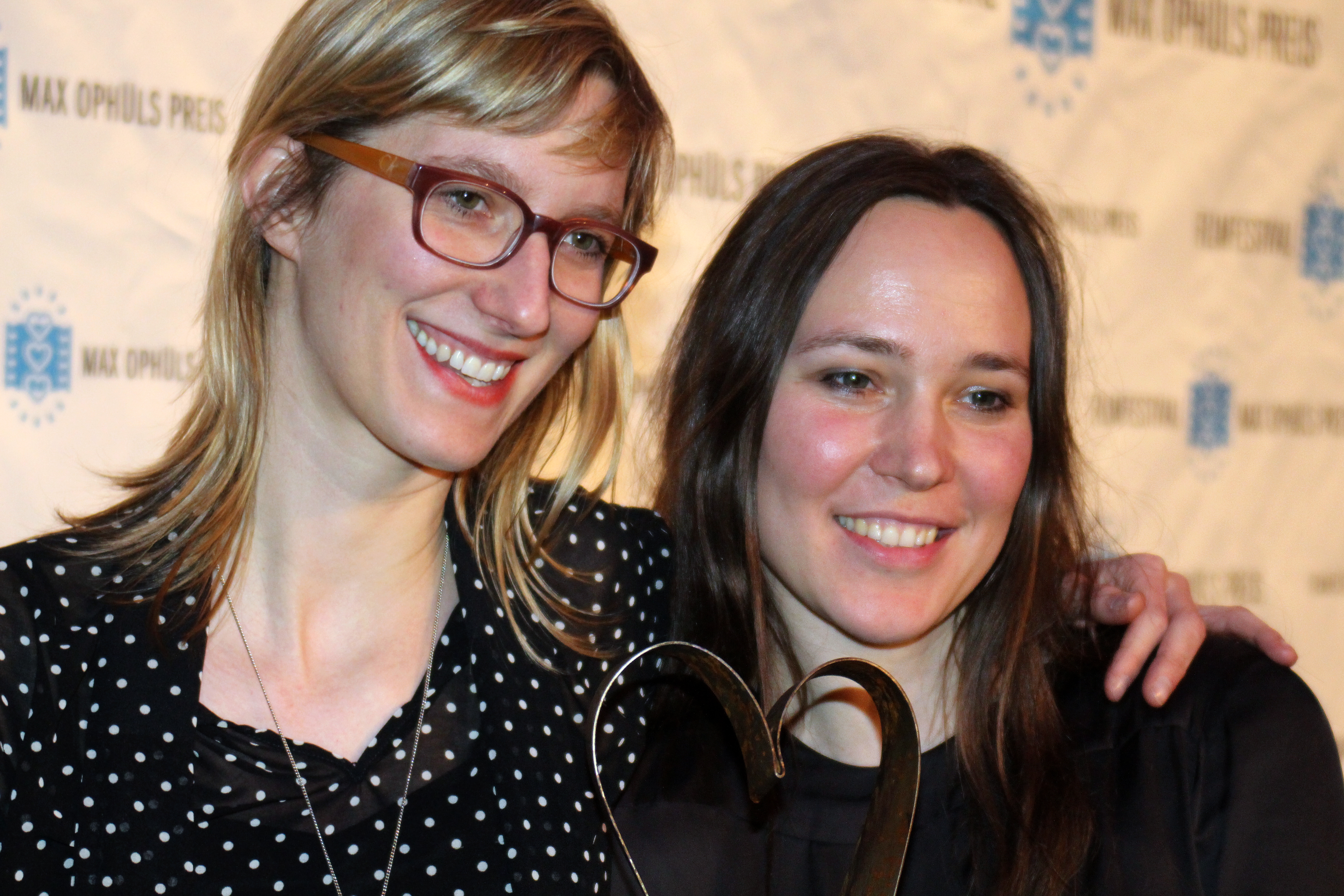
Ulla Lehmann mit Andrea Roggon (rechts) beim Filmfestival Max Ophüls Preis 2015

Andrea Roggon (* 12. November 1981 in Überlingen) ist eine deutsche Filmproduzentin, Filmregisseurin und Drehbuchautorin.

## Karriere
Roggon wurde in Überlingen am Bodensee geboren und arbeitete nach dem Abitur an einer Waldorfschule als Praktikantin und Assistentin bei SWR und Schwenk Film. Danach studierte sie von 2003 bis 2010 Dokumentarfilm an der Filmakademie Baden-Württemberg. Währenddessen verbrachte sie 2006 ein Auslandsjahr an der Internationalen Hochschule für Film und Fernsehen in Kuba und produzierte in der Folge die Dokumentarfilme Enrique y Judita (2007) und Soy libre (2010).
Im Jahr 2011 gründete sie mit Ulla Lehmann das Produktionsunternehmen „AMA FILM“, das in Stuttgart und Berlin seinen Sitz hat. Zusammen mit ihr gelang ihr der Erfolg Mülheim Texas – Helge Schneider hier und dort, für den sie 2015 beim Filmfestival Max Ophüls Preis mit dem Förderpreis der DEFA-Stiftung ausgezeichnet wurde. Zudem erhielt er das Prädikat Besonders wertvoll der FBW. Im Film geht es um den Musiker Helge Schneider, der selbst immer wieder den Rahmen des Films sprengt. Dies habe die Produktion erschwert, sagte Roggon. Ihr sei aber wichtig gewesen, das letzte Wort bei der Gestaltung des Films zu haben.
Im Jahr 2018 erhielt sie das Wim-Wenders-Stipendium in Höhe von 100.000 Euro für ein Filmprojekt über Einsamkeit, aus dem der Film Helden der Krise entstand. Ihr Film Midwives von Regisseurin Hnin Ei Hlaing wurde 2021 bei den Independent Spirit Awards als Bester Dokumentarfilm nominiert. Im Film geht es um eine buddhistische und eine muslimische Hebamme in Myanmar. Im Mai 2025 feierte der von ihr zusammen mit Ulla Lehmann produzierte Dokumentarfilm Das fast normale Leben beim DOK.fest München Premiere, wofür beide im Team mit dem VFF-Produktionspreis ausgezeichnet wurden.

## Filmografie (Auswahl)
- 2007: Enrique y Judita (Regie)
- 2010: Soy libre (Regie)
- 2015: Mülheim Texas – Helge Schneider hier und dort (Regie, Produktion, Buch)
- 2017: Myanmarket (Produktion)
- 2018: Helden der Krise (Produktion)
- 2018: From Muslim to Muslim (Produktion)
- 2019: Das Innere Leuchten (Produktion)
- 2021: Wood and Water (Produktion)
- 2022: Midwives (Produktion)
- 2025: Das fast normale Leben (mit Ulla Lehmann)

## Auszeichnungen (Auswahl)

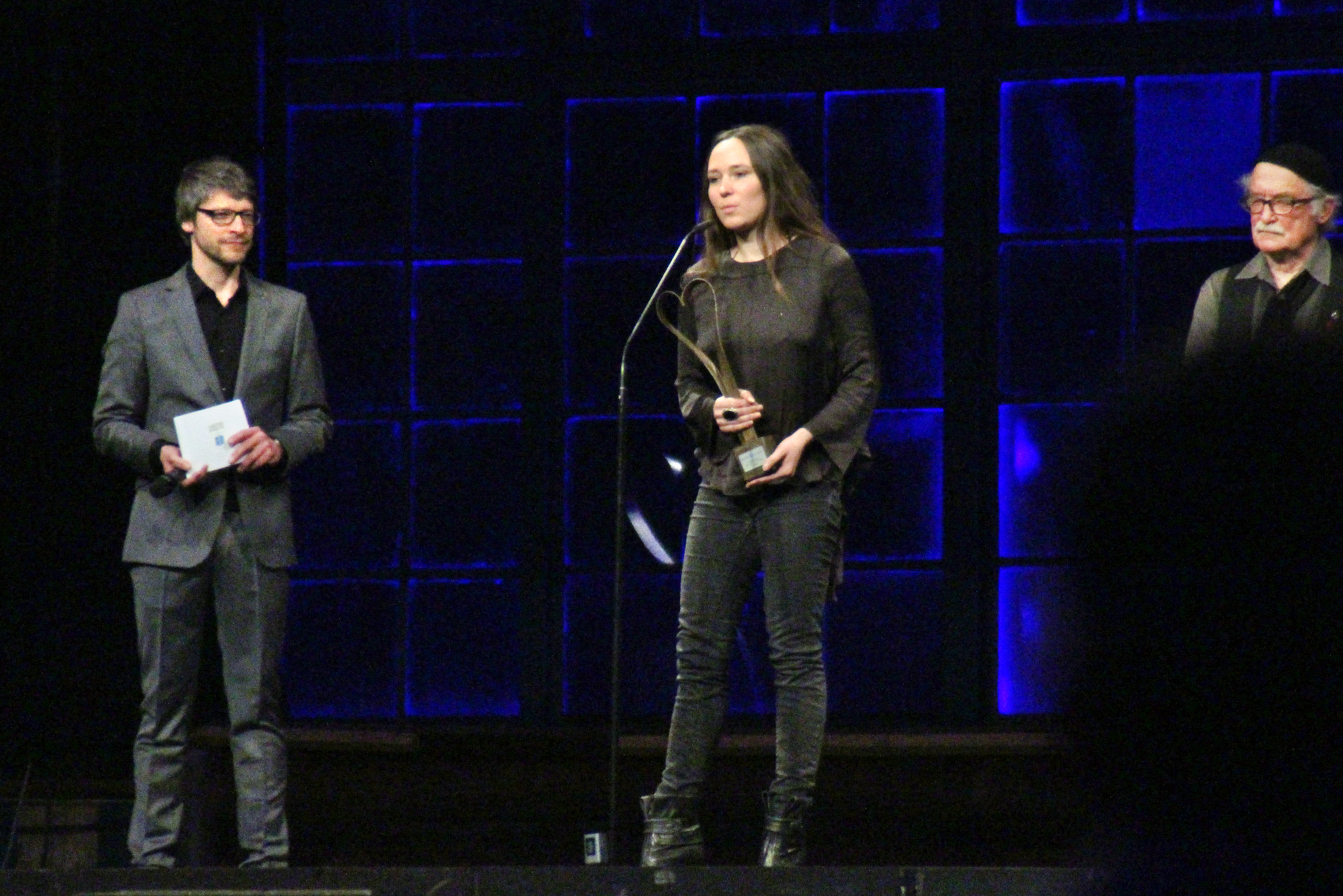
Andrea Roggon (Mitte) bei der Preisverleihung des Max-Ophüls-Festivals 2015

- 2015: Förderpreis der DEFA-Stiftung auf dem Filmfestival Max Ophüls Preis für Mülheim Texas – Helge Schneider hier und dort
- 2025: VFF Dokumentarfilm-Produktionspreis beim DOK.fest für Das fast normale Leben